# Hennecartia
 (décembre 2015).
Si vous disposez d'ouvrages ou d'articles de référence ou si vous connaissez des sites web de qualité traitant du thème abordé ici, merci de compléter l'article en donnant les références utiles à sa vérifiabilité et en les liant à la section « Notes et références ».
Genre
Classification APG III (2009)
Hennecartia est un genre de plantes à fleurs de la famille des monimiacées. Il ne contient qu'une seule espèce, Hennecartia omphalandra. C'est une plante sud-américaine. Remarquable par son innovation[incompréhensible], cette plante protège ses ovaires dans une enveloppe hermétique.

## Publication originale
- J.Poiss. Bull. Soc. Bot. France 32: 41. (1885).